# Saison 10 de La Voix
La saison 10 de La Voix  est diffusée du 21 janvier 2024 au 7 avril 2024 sur TVA et est animée par Charles Lafortune. Parmi les coachs de la saison dernière, Corneille et Mario Pelchat sont de retour pour leur deuxième saison en tant que coachs, tandis que Roxane Bruneau et France D'Amour remplacent Marc Dupré et Marjo.

## Équipes
- Vainqueur
- Deuxième
- Troisième
- Quatrième
- Volé par un autre coach lors des duels

| Étapes                           | Corneille            | Roxane Bruneau     | France D'Amour          | Mario Pelchat      |
| -------------------------------- | -------------------- | ------------------ | ----------------------- | ------------------ |
| Finalistes                       | Redge Olibrice       | Jonathan Houde     | Maude Cyr-Deschênes     | NC                 |
| Finalistes                       | Redge Olibrice       | Jonathan Houde     | Lee-Anne Bergevin       | NC                 |
| Éliminés en demi-finale          | Leticia Jiménez      | Chadé Losane       | NC                      | Priscilla Findlay  |
| Éliminés en demi-finale          | Leticia Jiménez      | Chadé Losane       | NC                      | William Osias      |
| Éliminés lors des qualifications | Anaïs Goulet         | Norah Lapointe     | Guillaume Lessard       | Charles Goelen     |
| Éliminés lors des qualifications | Wissem               | Isabelle Morin     | Ally Neah               | Camille Schlybert  |
| Éliminés lors des qualifications | Bryan Alexandre-Melo | Andrew             | Ange-Élie Ménard        | Dan Daraîche       |
| Éliminés lors des qualifications | Jana Salameh         | Rosemarie Gauthier | Alexis Bouchard-Leblond | Katy Vachon        |
| Éliminés lors des Duels          | Norah Lapointe       | Redge Olibrice     | Roberto Scienza         | Sara-Ève Proulx    |
| Éliminés lors des Duels          | Lee-Anne Bergevin    | Anik St-Pierre     | Emmanuel Hue            | Gabriel Fredette   |
| Éliminés lors des Duels          | Charles Goelen       | Mylène Vallée      | Émilie D'Amour          | Charlotte Tourigny |
| Éliminés lors des Duels          | Marie-Louise Déziel  | Jacob St-Cyr Labbé | Caroline Allatt         | Cathy Vallières    |
| Éliminés lors des Duels          | Joey Boughanem       | Audrey Faucon      | Simon McGrath           | Dominique Séguin   |

## Déroulement

### Les auditions à l'aveugle

#### Épisode 1
| Ordre | Participant (âge, ville)                                    | Chanson                                     | Choix     | Choix  | Choix  | Choix |
| Ordre | Participant (âge, ville)                                    | Chanson                                     | Corneille | Roxane | France | Mario |
| ----- | ----------------------------------------------------------- | ------------------------------------------- | --------- | ------ | ------ | ----- |
| 1     | Anik St-Pierre (51 ans, Shawinigan)                         | River Deep, Mountain High - Tina Turner     | ✔️        | ✔️     | ✔️     | ✔️    |
| 2     | Caroline Allatt (37 ans, Rawdon)                            | Kraft Dinner - Lisa LeBlanc                 | ✔️        | —      | ✔️     | —     |
| 3     | Wissem (27 ans, Lyon, France)                               | Trop beau - Lomepal                         | ✔️        | ✔️     | ✔️     | ✔️    |
| 4     | Antoine Naoum (62 ans, Ville-Saint-Laurent)                 | Buenas noches mi amor - Michel Louvain      | —         | —      | —      | —     |
| 5     | Guillaume Lessard (24 ans, Laval)                           | A Touch of Evil - Judas Priest              | ✔️        | ✔️     | ✔️     | ✔️    |
| 6     | Charles-Hugo Martineau (32 ans, Québec)                     | Giving You Up - Kameron Marlowe             | —         | —      | —      | —     |
| 7     | Priscilla Findlay (30 ans, Montréal)                        | I Love the Lord - Whitney Houston           | ✔️        | ✔️     | ✔️     | ✔️    |
| 8     | Jonathan Houde (23 ans, Thetford Mines)                     | When I Was Your Man - Bruno Mars            | ✘         | ✔️     | ✔️     | ✔️    |
| 9     | Kelliane Béland (21 ans, Saint-Boniface)                    | Hier encore - Charles Aznavour              | —         | —      | —      | —     |
| 10    | Charles Kardos (20 ans, Longueuil)                          | That's Life - Frank Sinatra                 | —         | —      | —      | —     |
| 11    | Maude Cyr-Deschênes (24 ans, Edmundston, Nouveau-Brunswick) | Le dernier jour du disco - Juliette Armanet | —         | ✔️     | ✔️     | —     |
| 12    | Norah Lapointe (19 ans, McMasterville)                      | Rien ne sert de courir - Karim Ouellet      | ✔️        | ✔️     | ✔️     | ✔️    |

#### Épisode 2
| Ordre | Participant (âge, ville)                            | Chanson                                                   | Choix     | Choix  | Choix  | Choix |
| Ordre | Participant (âge, ville)                            | Chanson                                                   | Corneille | Roxane | France | Mario |
| ----- | --------------------------------------------------- | --------------------------------------------------------- | --------- | ------ | ------ | ----- |
| 1     | Marie-Ève Tremblay (43 ans, Kanata, Ontario)        | It's Oh So Quiet - Björk                                  | —         | —      | —      | —     |
| 2     | Ange-Élie Ménard (17 ans, Kanata, Ontario)          | Et Bam - Mentissa                                         | ✔️        | ✘      | ✔️     | ✔️    |
| 3     | Jana Salameh (22 ans, Ottawa, Ontario)              | Coupable - Jean-François Michaël                          | ✔️        | —      | ✔️     | —     |
| 4     | Loïc Lafrance (22 ans, Québec)                      | Rebound - Philippe Brach                                  | —         | —      | —      | —     |
| 5     | Audrey Faucon (17 ans, Hammond, Ontario)            | Traitor - Olivia Rodrigo                                  | ✔️        | ✔️     | —      | —     |
| 6     | Alain Peddie (52 ans, Baie-du-Febvre)               | Artistes - Claude Dubois                                  | —         | —      | —      | —     |
| 7     | Sara-Ève Proulx (22 ans, Mascouche)                 | Imaginer l'amour - Juliette Armanet                       | —         | ✔️     | —      | ✔️    |
| 8     | Joey Boughanem (24 ans, Blainville)                 | Valerie - Amy Winehouse                                   | ✔️        | ✘      | ✘      | ✔️    |
| 9     | Thalia Rosaura (23 ans, Montréal)                   | La folie en quatre - Daniel Bélanger                      | —         | —      | —      | —     |
| 10    | Isabelle Morin (37 ans, Saint-Sulpice)              | Redneck Woman - Gretchen Wilson                           | —         | ✔️     | —      | —     |
| 11    | Léo Rafael (46 ans, Campbellton, Nouveau-Brunswick) | Les moulins de mon cœur - Michel Legrand                  | —         | —      | —      | —     |
| 12    | Dan Daraîche (31 ans, Terrebonne)                   | Quand j'ai besoin - Paul Daraîche                         | ✔️        | ✔️     | ✔️     | ✔️    |
| 13    | Katy Vachon (43 ans, Rouyn-Noranda)                 | (You Make Me Feel Like) A Natural Woman - Aretha Franklin | —         | ✔️     | ✘      | ✔️    |

##### Épisode 3
| Ordre | Participant (âge, ville)                             | Chanson                                                       | Choix     | Choix  | Choix  | Choix |
| Ordre | Participant (âge, ville)                             | Chanson                                                       | Corneille | Roxane | France | Mario |
| ----- | ---------------------------------------------------- | ------------------------------------------------------------- | --------- | ------ | ------ | ----- |
| 1     | Simon McGrath (32 ans, Québec)                       | Leave A Light On - Tom Walker                                 | —         | —      | ✔️     | ✔️    |
| 2     | Ève Dessureault (31 ans, Saint-Bruno-de-Montarville) | Climb Ev'ry Mountain - Julie Andrews                          | —         | —      | —      | —     |
| 3     | Lee-Anne Bergevin (26 ans, Montréal)                 | I'm Outta Love - Anastacia                                    | ✔️        | —      | —      | —     |
| 4     | Kaï Castiel-Roy (15 ans, Blainville)                 | Vampire - Olivia Rodrigo                                      | —         | —      | —      | —     |
| 5     | Alexis Bouchard-Leblond (23 ans, Québec)             | Simple Man - Lynyrd Skynyrd                                   | ✔️        | ✔️     | ✔️     | ✔️    |
| 6     | Eadsé (33 ans, Montréal)                             | Moi, Elsie - Elisapie Isaac                                   | —         | —      | —      | —     |
| 7     | Ally Neah (24 ans, Montréal)                         | Les trottoirs du boulevard Saint-Laurent - Diane Tell         | ✔️        | —      | ✔️     | ✔️    |
| 8     | Claudia Tessier (22 ans, Gatineau)                   | Rescue - Lauren Daigle                                        | —         | —      | —      | —     |
| 9     | Bryan Alexandre-Melo (20 ans, Laval)                 | Lay Me Down - Sam Smith                                       | ✔️        | ✔️     | ✔️     | ✔️    |
| 10    | Marie-Josée Cyr (63 ans, Saint-Bruno-de-Montarville) | I Hate You Then I Love You - Céline Dion et Luciano Pavarotti | —         | —      | —      | —     |
| 11    | Camille Schlybert (18 ans, Prévost)                  | Part of Your World - Jodi Benson                              | —         | —      | —      | ✔️    |
| 12    | Chadé Losane (27 ans, Québec)                        | On était beau - Louane                                        | —         | ✔️     | —      | ✔️    |
| 13    | Redge Olibrice (28 ans, Montréal)                    | Bella - Gims                                                  | ✔️        | ✔️     | ✔️     | ✔️    |

#### Épisode 4
| Ordre | Participant (âge, ville)                              | Chanson                                                                                     | Choix     | Choix  | Choix  | Choix |
| Ordre | Participant (âge, ville)                              | Chanson                                                                                     | Corneille | Roxane | France | Mario |
| ----- | ----------------------------------------------------- | ------------------------------------------------------------------------------------------- | --------- | ------ | ------ | ----- |
| 1     | Gabriel Fredette (22 ans, Saint-Hyacinthe)            | not my job anymore - Thomas Day                                                             | ✔️        | ✔️     | ✔️     | ✔️    |
| 2     | Marie-Louise Déziel (27 ans, Montréal)                | Since I Left You - The Avalanches                                                           | ✔️        | ✔️     | ✔️     | —     |
| 3     | Noëlly L. Nsimba (28 ans, Montréal)                   | La vie en rose - Édith Piaf                                                                 | —         | —      | —      | —     |
| 4     | David & Mikä (39 ans/40 ans, Montréal)                | I Lost My Baby - Jean Leloup                                                                | —         | —      | —      | —     |
| 5     | Charlotte Tourigny (29 ans, Montréal)                 | A Song For You - Donny Hathaway                                                             | —         | —      | ✔️     | ✔️    |
| 6     | Mylène Vallée (31 ans, Les Méchins)                   | Take Me Home, Country Roads - John Denver / Je pars à l'autre bout du monde - Paul Daraîche | —         | ✔️     | —      | —     |
| 7     | Addison Rancoude (33 ans, Île Maurice)                | Catch and Release - Matt Simons                                                             | —         | —      | —      | —     |
| 8     | Josée Lapierre (50 ans, Les Îles-de-la-Madeleine)     | Ce que le blues a fait de moi - Maurane                                                     | —         | —      | —      | —     |
| 9     | Jacob St-Cyr Labbé (30 ans, Saint-Jean-sur-Richelieu) | Something in the Orange - Zach Bryan                                                        | —         | ✔️     | ✔️     | —     |
| 10    | Dominique Séguin (44 ans, Montréal)                   | Hymne à l'amour - Édith Piaf                                                                | —         | —      | —      | ✔️    |
| 11    | Loïc Trépanier (23 ans, Val-D'Or)                     | La voix que j'ai - Offenbach                                                                | —         | —      | —      | —     |
| 12    | Roberto Scienza (31 ans, Brésil)                      | Death Letter - Son House                                                                    | —         | —      | ✔️     | ✔️    |
| 13    | Charles Goelen (26 ans, Longueuil)                    | À fleur de toi - Vitaa                                                                      | ✔️        | ✔️     | ✔️     | ✔️    |

#### Épisode 5
| Ordre | Participant (âge, ville)                          | Chanson                                                           | Choix     | Choix  | Choix  | Choix |
| Ordre | Participant (âge, ville)                          | Chanson                                                           | Corneille | Roxane | France | Mario |
| ----- | ------------------------------------------------- | ----------------------------------------------------------------- | --------- | ------ | ------ | ----- |
| 1     | Andrew (24 ans, Saguenay)                         | De la main gauche - Danielle Messia                               | ✘         | ✔️     | —      | ✔️    |
| 2     | Samantha Charbonneau-Vaudeville (23 ans, Mirabel) | Ton histoire - Marie-Mai                                          | —         | —      | —      | —     |
| 3     | Anaïs Goulet (18 ans, Drummondville)              | Avant elle - Aliocha Schneider                                    | ✔️        | ✔️     | —      | ✔️    |
| 4     | Simon Harnois (24 ans, Alma)                      | Lili - Vincent Vallières                                          | —         | —      | —      | —     |
| 5     | Émilie D'Amour (30 ans, Laval)                    | Ta main - Ariane Roy                                              | —         | —      | ✔️     | —     |
| 6     | Kassandra Montpetit (22 ans, Terrebonne)          | Un peu plus haut, un peu plus loin - Ginette Reno                 | —         | —      | —      | —     |
| 7     | Leticia Jiménez (19 ans, Montréal)                | Histoire d'un amour - Dalida                                      | ✔️        | ✔️     | ✔️     | ✘     |
| 8     | William Osias (25 ans, Montréal)                  | Le géant de papier - Jean-Jacques Lafon                           | NC        | —      | —      | ✔️    |
| 9     | Emmanuel Hue (36 ans, Montréal)                   | 1, 2 Many - Luke Combs                                            | NC        | ✔️     | ✔️     | —     |
| 10    | Jo Hell (45 ans, Montréal)                        | Who Do You Love ? - Bo Diddley                                    | NC        | —      | NC     | —     |
| 11    | Jayleen (40 ans, Lachine)                         | Good Woman - La'Porsha Renae                                      | NC        | —      | NC     | —     |
| 12    | Mikis Robert (28 ans, Gatineau)                   | Old Time Rock and Roll - Bob Seger                                | NC        | —      | NC     | —     |
| 13    | Charles Robert (36 ans, Montréal)                 | La saison des pluies - Patrice Michaud                            | NC        | —      | NC     | —     |
| 14    | Rosemarie Gauthier (25 ans, Lévis)                | Ce soir l'amour est dans tes yeux - Version de Louis-Jean Cormier | NC        | ✔️     | NC     | ✔️    |
| 15    | Cathy Vallières (43 ans, Sainte-Adèle)            | It Hurt So Bad - Susan Tedeschi                                   | NC        | NC     | NC     | ✔️    |

### Les Duels
Légende :

#### Épisode 6
| Ordre | Coach     | Artistes            | Artistes          | Chanson                                     | Vols      | Vols   | Vols   | Vols  |
| Ordre | Coach     | Artistes            | Artistes          | Chanson                                     | Corneille | Roxane | France | Mario |
| ----- | --------- | ------------------- | ----------------- | ------------------------------------------- | --------- | ------ | ------ | ----- |
| 1     | Mario     | William Osias       | Dominique Séguin  | Les yeux de la mama - Kendji Girac          | —         | —      | —      | NC    |
| 2     | France    | Ange-Élie Ménard    | Simon McGrath     | Je pense encore à toi - Sylvain Cossette    | —         | —      | NC     | —     |
| 3     | Roxane    | Jonathan Houde      | Audrey Faucon     | Minefields - Faouzia et John Legend         | —         | NC     | —      | —     |
| 4     | Corneille | Anaïs Goulet        | Lee-Anne Bergevin | Aimer d'amour - Boule Noire                 | NC        | —      | ✔️     | —     |
| 5     | Mario     | Dan Daraîche        | Cathy Vallières   | It's Only Love - Bryan Adams et Tina Turner | —         | —      | NC     | NC    |
| 6     | France    | Maude Cyr-Deschênes | Caroline Allatt   | Strong Enough - Sheryl Crow                 | —         | —      | NC     | —     |

#### Épisode 7
| Ordre | Coach     | Artistes                | Artistes           | Chanson                                 | Vols      | Vols   | Vols   | Vols  |
| Ordre | Coach     | Artistes                | Artistes           | Chanson                                 | Corneille | Roxane | France | Mario |
| ----- | --------- | ----------------------- | ------------------ | --------------------------------------- | --------- | ------ | ------ | ----- |
| 1     | France    | Ally Neah               | Émilie D'Amour     | Pas gaie la pagaille - Maurane          | —         | —      | NC     | —     |
| 2     | Roxane    | Isabelle Morin          | Jacob St-Cyr Labbé | Need You Now - Lady Antebellum          | —         | NC     | NC     | —     |
| 3     | Corneille | Bryan Alexandre-Melo    | Norah Lapointe     | On s'habitue - Angèle                   | NC        | ✔️     | NC     | —     |
| 4     | France    | Alexis Bouchard-Leblond | Emmanuel Hue       | Something to Talk About - Bonnie Raitt  | —         | NC     | NC     | —     |
| 5     | Roxane    | Chadé Losane            | Redge Olibrice     | Tenir debout - Fred Pellerin            | ✔️        | NC     | NC     | ✔️    |
| 6     | Corneille | Leticia Jiménez         | Joey Boughanem     | Prends ma main - Gims et Vitaa          | NC        | NC     | NC     | —     |
| 7     | Mario     | Priscilla Findlay       | Charlotte Tourigny | His Eye Is on the Sparrow - Lauryn Hill | NC        | NC     | NC     | NC    |

#### Épisode 8
| Ordre | Coach     | Artistes           | Artistes            | Chanson                                       | Vols      | Vols   | Vols   | Vols  |
| Ordre | Coach     | Artistes           | Artistes            | Chanson                                       | Corneille | Roxane | France | Mario |
| ----- | --------- | ------------------ | ------------------- | --------------------------------------------- | --------- | ------ | ------ | ----- |
| 1     | Corneille | Wissem             | Charles Goelen      | Un jour je marierai un ange - Pierre de Maere | NC        | NC     | NC     | ✔️    |
| 2     | Mario     | Camille Schlybert  | Gabriel Fredette    | Always - Gavin James et Philippine            | NC        | NC     | NC     | NC    |
| 3     | Roxane    | Rosemarie Gauthier | Mylène Vallée       | Le bureau du médecin - Les Trois Accords      | NC        | NC     | NC     | NC    |
| 4     | France    | Guillaume Lessard  | Roberto Scienza     | Chasse-Galerie - Claude Dubois                | NC        | NC     | NC     | NC    |
| 5     | Corneille | Jana Salameh       | Marie-Louise Déziel | Premier amour - Nour                          | NC        | NC     | NC     | NC    |
| 6     | Mario     | Katy Vachon        | Sara-Ève Proulx     | La Neige au Sahara - Anggun                   | NC        | NC     | NC     | NC    |
| 7     | Roxane    | Andrew             | Anik St-Pierre      | Tous les cris les S.O.S. - Daniel Balavoine   | NC        | NC     | NC     | NC    |

### Les Qualifications
Lors des qualifications, qui s'étalent sur deux épisodes, il ne reste que 6 candidats par équipe. Tous devront chanter pour gagner leur place en demi-finale. Lors de chaque épisode, les coachs enverront 3 candidats de leur équipe s'affronter, et le coach devra en choisir un seul par épisode qui accèdera à la demi-finale, où il ne restera donc que 2 candidats par équipe.
Légende :

#### Épisode 9
| Ordre | Coach          | Participant(e)          | Chanson                                     |
| ----- | -------------- | ----------------------- | ------------------------------------------- |
| 1     | France D'Amour | Maude Cyr-Deschênes     | Holding Out for a Hero - Bonnie Tyler       |
| 2     | France D'Amour | Ange-Élie Ménard        | L'effet de masse - Maëlle                   |
| 3     | France D'Amour | Alexis Bouchard-Leblond | I Won't Give Up - Jason Mraz                |
| 4     | Mario Pelchat  | Dan Daraîche            | Mes blues passent pu dans porte - Offenbach |
| 5     | Mario Pelchat  | Priscilla Findlay       | J'm'en veux - Mélanie Renaud                |
| 6     | Mario Pelchat  | Katy Vachon             | Une femme avec toi - Nicole Croisille       |
| 7     | Corneille      | Leticia Jiménez         | Como la flor - Selena                       |
| 8     | Corneille      | Bryan Alexandre-Melo    | Mourir auprès de mon amour - Demis Roussos  |
| 9     | Corneille      | Jana Salameh            | Je t'aime - Lara Fabian                     |
| 10    | Roxane Bruneau | Andrew                  | Oxygène - Diane Dufresne                    |
| 11    | Roxane Bruneau | Rosemarie Gauthier      | Torn - Natalie Imbruglia                    |
| 12    | Roxane Bruneau | Jonathan Houde          | Someone You Loved - Lewis Capaldi           |

#### Épisode 10
| Ordre | Coach          | Participant(e)    | Chanson                                                            |
| ----- | -------------- | ----------------- | ------------------------------------------------------------------ |
| 1     | Mario Pelchat  | William Osias     | Let's Get It On - Marvin Gaye,                                     |
| 2     | Mario Pelchat  | Charles Goelen    | Bang Bang (My Baby Shot Me Down) - Cher (version d'Eddy de Pretto) |
| 3     | Mario Pelchat  | Camille Schlybert | Because of You - Kelly Clarkson                                    |
| 4     | Corneille      | Wissem            | Quelqu'un m'a dit - Carla Bruni                                    |
| 5     | Corneille      | Anaïs Goulet      | Doudou - Aya Nakamura                                              |
| 6     | Corneille      | Redge Olibrice    | La rose et l'armure - Antoine Elie                                 |
| 7     | Roxane Bruneau | Chadé Losane      | Another Love - Tom Odell                                           |
| 8     | Roxane Bruneau | Isabelle Morin    | Feel Happy - Véronic DiCaire                                       |
| 9     | Roxane Bruneau | Norah Lapointe    | Repartir à zéro - Joe Bocan                                        |
| 10    | France D'Amour | Guillaume Lessard | I'd Do Anything for Love (But I Won't Do That) - Meat Loaf         |
| 11    | France D'Amour | Ally Neah         | Danse avec moi - Martine St-Clair                                  |
| 12    | France D'Amour | Lee-Anne Bergevin | Mamma Knows Best - Jessie J,                                       |

### Demi-finale croisée
| Ordre | Coach          | Participant(e)                      | Chanson                                 | Pourcentage des votes |
| ----- | -------------- | ----------------------------------- | --------------------------------------- | --------------------- |
| 1     | Mario Pelchat  | William Osias (contre Redge)        | À coup de rêves - Ben l'Oncle Soul      | 37                    |
| 2     | Corneille      | Redge Olibrice (contre William)     | Le ciel est Back Order - Tire le coyote | 63                    |
| 3     | Corneille      | Leticia Jiménez (contre Lee-Anne)   | Et cetera - Gabrielle Destroismaisons   | 6                     |
| 4     | France D'Amour | Lee-Anne Bergevin (contre Leticia)  | We Are the Champions - Queen            | 94                    |
| 5     | France D'Amour | Maude Cyr-Deschênes (contre Chadé)  | Ordinaire - Robert Charlebois           | 77                    |
| 6     | Roxane Bruneau | Chadé Losane (contre Maude)         | Mon ange - Éric Lapointe                | 23                    |
| 7     | Roxane Bruneau | Jonathan Houde (contre Priscilla)   | Comment je te dirais - Renee Wilkin     | 50,5                  |
| 8     | Mario Pelchat  | Priscilla Findlay (contre Jonathan) | Hero - Mariah Carey                     | 49,5                  |

### Finale

#### Partie 1
Légende :
| Ordre | Coach          | Participant(e)      | Chanson                                               | Pourcentage des votes |
| ----- | -------------- | ------------------- | ----------------------------------------------------- | --------------------- |
| 1     | France D'Amour | Lee-Anne Bergevin   | Regarde-moi - Céline Dion                             | 18                    |
| 2     | France D'Amour | Maude Cyr-Deschênes | Qu'est-ce que ça peut ben faire - Jean-Pierre Ferland | 24                    |
| 3     | Roxane Bruneau | Jonathan Houde      | Parle-moi - Isabelle Boulay                           | 16                    |
| 4     | Corneille      | Redge Olibrice      | L'Enfer - Stromae                                     | 42                    |

#### Partie 2

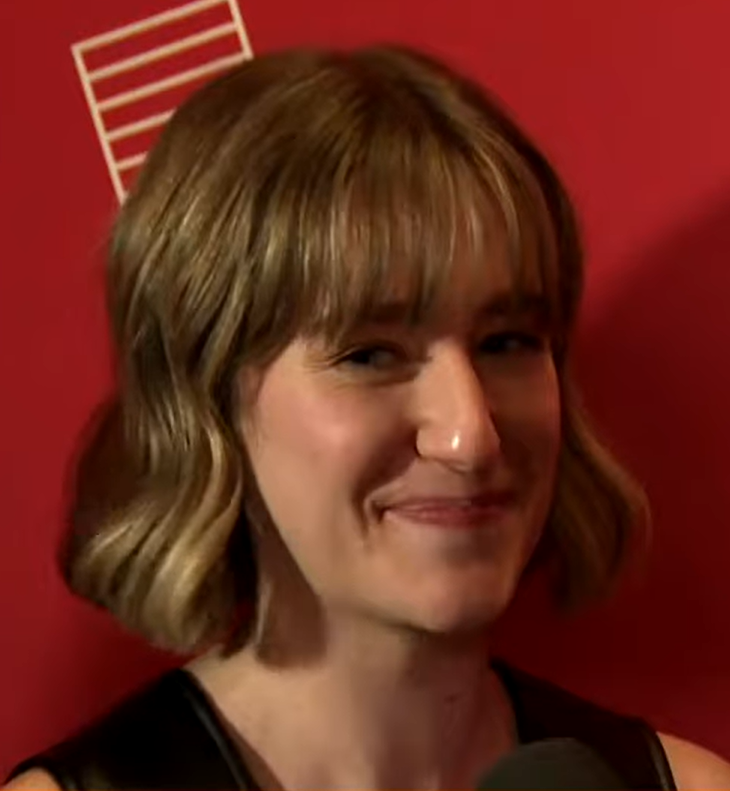
Maude Cyr-Deschênes remporte la finale.

Légende :
| Ordre | Coach          | Participant(e)      | Chanson                                 | Pourcentage des votes |
| ----- | -------------- | ------------------- | --------------------------------------- | --------------------- |
| 1     | France D'Amour | Maude Cyr-Deschênes | Quand on n'a que l'amour - Jacques Brel | 58                    |
| 2     | Corneille      | Redge Olibrice      | Toujours vivant - Gerry Boulet          | 42                    |